# Гиренко, Семён Васильевич
Семён Васильевич Гиренко (ум. 1890) — гоф-медик Российской империи, автор ряда научных трудов по медицине; действительный статский советник.

## Биография
Семён Гиренко получил образование в Московской медико-хирургической академии (с 1831 года был казенным воспитанником и с 1834 года студентом), которую окончил в 1836 году лекарем 1-го отделения, после чего 4 августа поступил на службу в Морское министерство Российской империи.
Состоял врачом в 27-м флотском экипаже (1836), гвардейском экипаже (1837) и Калинкинском морском госпитале. Получив в 1840 году звание штаб-лекаря, С. В. Гиренко служил в учебном морском экипаже (1842) и снова в Калинкинском госпитале (1842). 3 декабря 1846 года он вышел в отставку.
Поступив 25 февраля 1848 года на службу в придворное ведомство, Семён Васильевич Гиренко был назначен дежурным гоф-медиком и дослужился до чина действительного статского советника (27 марта 1866 года). Состоял также врачом при частной школе Патриотического общества. В 1861 году учредил в Петербурге заведение «для пользования животными ваннами» (устав утвержден 29 ноября 1861 года).
В 1870 году был награждён орденом Святого Владимира 3-й степени, а в 1873 году — Орденом Святого Станислава 1-й степени.
Семён Васильевич Гиренко умер 3 марта 1890 года в городе Санкт-Петербурге и был погребён на Смоленском кладбище.
Его статьи неоднократно публиковались в народно-медицинской газете «Друг здравия».

## Избранная библиография
- «Излечение падучей болезни, происшедшей от глист» («Друг здравия»; 1842 год, № 39);
- «О подагре, наблюдение» («Друг здравия»; 1842 год, № 49);
- «О перепончатой жабе с желчной лихорадкой» («Друг здравия»; 1842 год, № 50);
- «Глухота от неправильного лечения гонореи» («Друг здравия»; 1843 год, № 12);
- «При злокачественной гонорее спрынцование вредно» («Друг здравия»; 1843 год, № 25);
- «Наблюдения действия йода в сифилисе» («Друг здравия»; 1845 год, №№ 5 и 7).